# Planophareus pallidus
Genre
Espèce
Planophareus pallidus, unique représentant du genre Planophareus, est une espèce d'opilions laniatores de la famille des Stygnidae.

## Distribution
Cette espèce est endémique du Roraima au Brésil. Elle se rencontre sur le mont Roraima.

## Description
La femelle holotype mesure 1,8 mm.

## Publication originale
- Goodnight & Goodnight, 1943 : « Phalangida from South America. » American Museum Novitates, no 1234, p. 1–19 (texte intégral).